# Zuidlarens sexdagars
Zuidlarens sexdagars eller Nordens sexdagars (nederländska: Zesdaagse van het Noorden) var ett sexdagarslopp i bancykling som arragerades i den lilla orten Zuidlaren i kommunen Tynaarlo, som ligger i norra delen av den nederländska provinsen Drenthe. En första upplaga kördes i utställningskomplexet Prins Bernhardhoeve från den 11 till 16 december 2007 och en andra på samma plats från 24 till 29 november 2008. 2009 och 2010 var lopp planerade, men båda ställdes in (bland annat på grund av finansiella problem). Inga nya lopp har därefter arrangerats.

## Podieplaceringar
| År   | Vinnare                    | Tvåa                             | Trea                              |
| 2007 | Bruno Risi Franco Marvulli | Andreas Beikirch Aart Vierhouten | Angelo Ciccone Marco Villa        |
| 2008 | Danny Stam Robert Slippens | Bruno Risi Franco Marvulli       | Alexander Aeschbach Leif Lampater |